# Семенівка (Білгород-Дністровський район)
Семені́вка — село Старокозацької сільської громади Білгород-Дністровського району Одеської області в Україні. Населення становить 588 осіб. Відстань до райцентру становить близько 20 км і проходить автошляхом Р72.

## Населення
Згідно з переписом 1989 року населення села становило 544 особи, з яких 242 чоловіки та 302 жінки.
За переписом населення 2001 року в селі мешкало 588 осіб.

### Мова
Розподіл населення за рідною мовою за даними перепису 2001 року:
| Мова       | Відсоток |
| ---------- | -------- |
| українська | 77,38 %  |
| російська  | 12,41 %  |
| молдовська | 9,52 %   |
| болгарська | 0,34 %   |
| білоруська | 0,17 %   |

## Пам'ятки

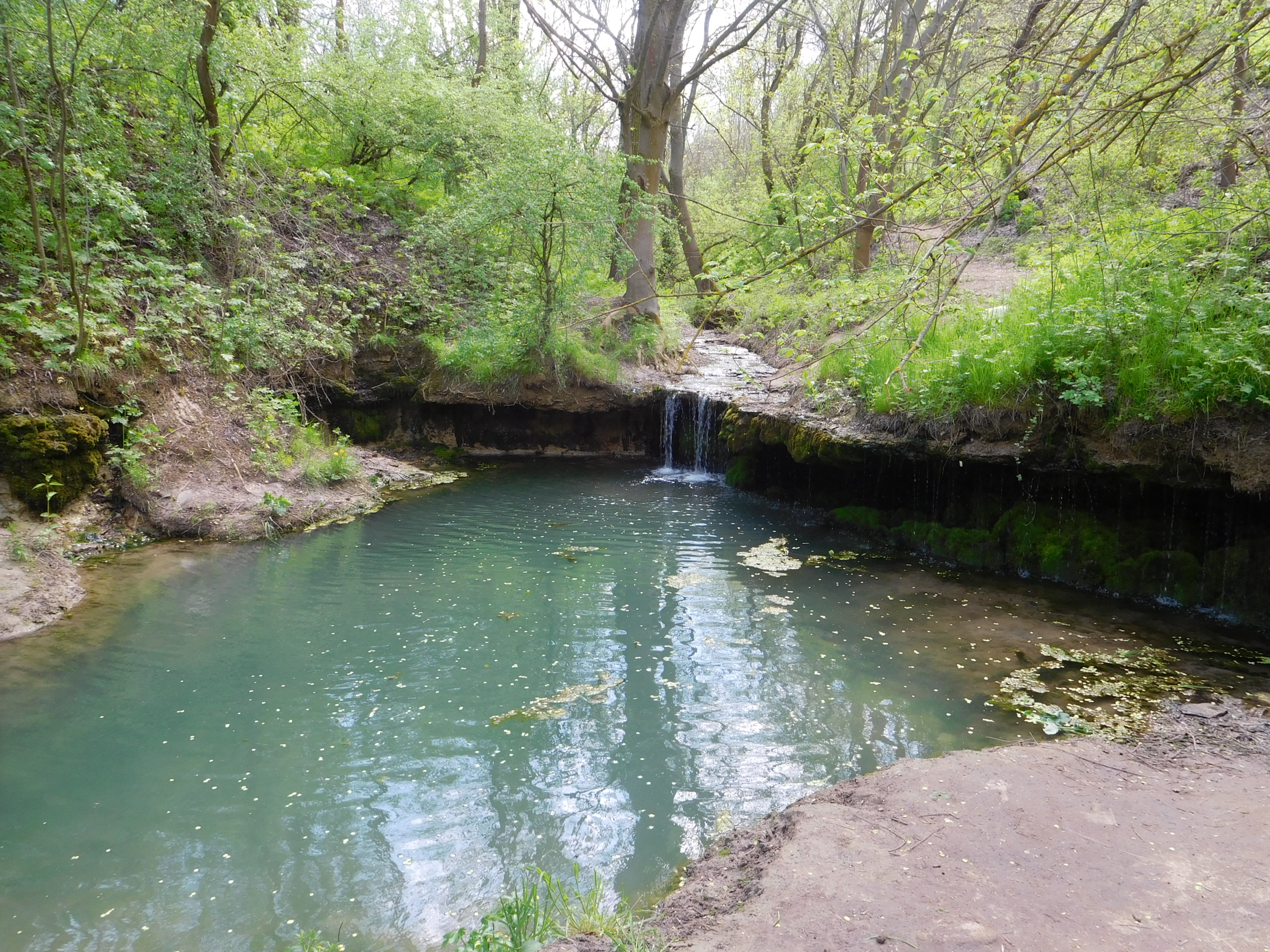
Джерело "Мирне" біля села

Поблизу села розташовано ландшафтний заказник місцевого типу Лиманський.

## Відомі уродженці
- Басюк Іван Олександрович (1915—1976) — український театральний актор, заслужений артист УРСР.